# Pedrosa del Príncipe
Pedrosa del Príncipe – gmina w Hiszpanii, w prowincji Burgos, w Kastylii i León, o powierzchni 28,41 km². W 2011 roku gmina liczyła 173 mieszkańców.